# 강성진 (배우)
강성진(姜聲振, 1971년 1월 13일 ~ )은 대한민국의 배우이다.

## 생애
서울특별시 출생이며 1991년 영화 《열 아홉의 절망 끝에 부르는 하나의 사랑 노래》로 영화배우로 데뷔하였고 1997년 KBS 슈퍼탤런트에 입상하였다. 아내인 가수이자 배우 이현영은 배우 이현경의 여동생이기도 하다.

## 학력
- 대일외국어고등학교 졸업
- 중앙대학교 연극영화학과 학사

## 출연작

### 영화
- 2017년 《페도필리아》
- 2015년 《서울 서칭》 - 북한군 역
- 2013년 《톱스타》 - 박 기자 역
- 2013년 《전설의 주먹》 - MC 역
- 2011년 《사랑이 무서워》 - 조감독 역
- 2010년 《꿈은 이루어진다》 - 김응태 중병 역
- 2008년 《그녀는 예뻤다》 - 영어 코디네이터 김태영 역
- 2007년 《권순분 여사 납치사건》 - 강도범 역
- 2007년 《쏜다》 - 마동철 역
- 2006년 《아파트》 - 양성식 형사 역
- 2006년 《야수》 - 조영철 역
- 2004년 《썸》 - 이 형사 역
- 2003년 《실미도》 - 찬석 역
- 2003년 《역전에 산다》 - 대식 역
- 2002년 《광복절 특사》 - 용문신 역
- 2002년 《라이터를 켜라》 - 떠벌 남, 김범수 역
- 2002년 《재밌는 영화》 - 건달 역
- 2001년 《흑수선》 - 강만호 역 (우정출연)
- 2001년 《달마야 놀자》 - 날치 역
- 2001년 《신라의 달밤》(우정출연)
- 2001년 《휴머니스트》 - 유글레나 역
- 2000년 《공포 택시》 - 취객 목소리 역
- 1999년 《주유소 습격 사건》 - 딴따라 역
- 1999년 《산전수전》 - 조교 역
- 1998년 《찜》 - 철이 역
- 1998년 《투캅스 3》 - 목장갑 역
- 1997년 《베이비 세일》 - 지호 역
- 1997년 《똑바로 살아라》 - 모텔 지배인 역
- 1996년 《깡패 수업》 - 겐치 역
- 1996년 《투캅스 2》 - 촉새 역
- 1995년 《엄마에게 애인이 생겼어요!》 - 수영 강사 역
- 1994년 《마누라 죽이기》 - 덩치 역
- 1994년 《젊은 남자》 - 지동 역
- 1993년 《투캅스》 - 소매치기 역
- 1992년 《미스터 맘마》 - 웨이터 역
- 1991년 《열 아홉의 절망 끝에 부르는 하나의 사랑 노래》 - 종수 역

### 드라마
- 2025년 일더하기 이야기 《멘탈워리어》
- 2024년 KBS2 《피도 눈물도 없이》 - 배장군 역
- 2020년 SBS 《불새 2020》 - 강진성 역
- 2019년 tvN 《위대한 쇼》 - 한동남 역
- 2019년 SBS 《빅이슈》 - 임덕훈 역
- 2017년 SBS 《비정규직 아이돌》 - 강성진 대표님 역
- 2017년 MBC 《투깝스》 - 지달호 역
- 2017년 MBC 《돌아온 복단지》 - 황금봉 역
- 2016년 KBS2 《오 마이 금비》 - 고준필 역
- 2016년 KBS2 《저 하늘에 태양이》 - 최성탁 역
- 2016년 KBS1 《장영실》 - 석구 역
- 2015년 KBS2 《부탁해요, 엄마》 - 김광렬 역
- 2015년 tvN 《신분을 숨겨라》 - 남인호 역
- 2015년 SBS 《하이드 지킬, 나》 - 오디션 심사위원 역
- 2014년 KBS2《조선 총잡이》 - 김무덕 역
- 2014년 tvN 《마녀의 연애》 - 변석기 역
- 2014년 SBS 《신의 선물 - 14일》 - 차봉섭 역 (특별출연)
- 2013년 tvN 《환상거탑》 - 민철 역
- 2013년 KBS2 《광고천재 이태백》 - 안진욱 역
- 2012년 SBS 《도롱뇽도사와 그림자 조작단》 - X 역 (카메오 출연)
- 2012년 JTBC 《여자가 두번 화장할 때》
- 2010년 KBS1 《근초고왕》 - 파윤 역
- 2010년 KBS2 《신데렐라 언니》 - 양해진 역
- 2009년 SBS 《두 아내》 - 안광태 역
- 2008년 tvN 《맞짱》 - 오달식 역
- 2008년 MBC 《그 분이 오신다》 - 강성진 역
- 2008년 MBC 《대한민국 변호사》 - 배수진 역
- 2007년 MBC에브리원 《와인따는 악마씨》 - 진아심 역
- 2007년 SBS 《칼잡이 오수정》 - 정우탁 역
- 2006년 MBC 《어느 멋진 날》 - 구성찬 역
- 2003년 SBS 《애정만세》 - 오동식 역
- 2000년 KBS2《성난 얼굴로 돌아보라》 - 김태섭 역
- 1999년 KBS2 《초대》
- 1998년 KBS2 《종이학》
- 1998년 KBS2 《싱싱 손자병법》 - 민구 역
- 1998년 KBS1 《은아의 뜰》
- 1998년 KBS2 《킬리만자로의 표범》
- 1998년 KBS1 《왕과 비》
- 1998년 KBS1 《너와 나의 노래》
- 1998년 KBS2 《야망의 전설》
- 1997년 KBS2 《프로포즈》 - 안진수 역
- 1997년 KBS1 《모정의 강》
- 1997년 KBS2 《웨딩드레스》
- 1997년 KBS2 《그대 나를 부를 때》
- 1997년 KBS1 《질주》
- 1997년 KBS2 《마주보며 사랑하며》
- 1997년 KBS1 《용의 눈물》

### 예능
- SBS 플러스 《결혼은 미친 짓이다 2》
- tvN 《삼촌로망스》
- tvN 《SNL 코리아》
- 채널A 《아내가 뿔났다》
- MBC 《미스터리 음악쇼 복면가왕》 - 참가자 (못 해도 메달권 메달사냥꾼)
- JTBC 방구석1열
- KBS2 《생존자들》
- MBN 《보이스킹》

### 뮤직비디오
- 김성집 - 《기약》(2000년)

### 연극
- 《갯마을》 ... 상수 역(주연)
- 《택시 드리블》
- 《유럽 블로그》
- 《헤비메탈 걸스》

### 뮤지컬
- 《1976 할란카운티》 ... 패터슨 역
- 2019년 《잭 더 리퍼》 ... 먼로 역

### 광고
- 1998년 배스킨라빈스31
- 2000년 동원 라우동 (이홍렬과 함께 출연)
- 2001년 OB라거
- 2012년 삼성전자
- 2015년 듀오백코리아 듀오텍스
- 2016년 뉴틴콘텐츠 스트라이크존
- 2018년 비상교육 초등완자
- 2022년 KB손해보험 KB금쪽같은 자녀보험

## 수상 및 후보
| 연도 | 시상식           | 부문                           | 작품          | 결과 |
| ---- | ---------------- | ------------------------------ | ------------- | ---- |
| 2008 | MBC 방송연예대상 | 코미디/시트콤 부문 남자 우수상 | 그분이 오신다 | 후보 |

## 가족 관계
- 배우자 : 이현영 (1978년 2월 15일 ~ )
  - 아들 : 강민우 (2007년 3월 15일 ~ )
  - 장녀 : 강민영 (2010년 ~ )
  - 차녀 : 강민하 (2016년 12월 28일 ~ )